# Кашкины
Кашкины — древний русский дворянский род,
При подаче документов (18 мая 1688), для внесения рода в Бархатную книгу, была предоставлена родословная роспись Кашкиных.
Род внесён в VI часть дворянской родословной книги Московской, Калужской и Ярославской губерний.

## Происхождение и история рода
Имеется две версии происхождения рода:
1. Род происходит, по фамильному преданию, от греческих дворян, троих родных братьев: Аталык, Армомет и Корбуши Кашкини, якобы выехавшего из Греции, через Рим в Россию к великому князю Ивану III Васильевичу в свите царевны Софьи Палеолог (1473)[4]. Из них Корбуш Кашкин является родоначальником рода Кашкины[5][6][7].
2. «…другой из спутников царевны Софьи Фоминичны Палеолог грек или вернее итальянец, прозывавшийся Кашкини (вероятно Кассини), был записан в Москве под прозванием Кашкина»[8].

## Описание гербов

#### Герб Кашкиных 1785 г.
В Гербовнике Анисима Титовича Князева 1785 года имеется изображение трёх печатей с гербами представителей рода Кашкиных, две из которых, генерал-поручика Евгения Петровича (1737-1796) и коменданта царского села генерал-майора Аристарха Петровича (1720-1781) Кашкиных вполне сходен с утверждённым гербом Кашкиных.
Герб представителя рода: в золотом поле щита, малый щиток на котором изображены три драгоценных четырёхугольных камня расположенных в виде треугольника. Над малым щитком наполовину белый одноглавый орёл головой влево, с распростёртыми крыльями. Щит увенчан коронованным дворянским шлемом с шейным клейнодом. Нашлемник: наполовину белый одноглавый орёл. Цветовая гамма намёта не определена.
На третьей печати изображён несколько изменённый герб Сулима.

#### Герб. Часть I. № 58
Щит голубой накось справа налево перерезанный серебряной перевязью, с изображением на ней буквы Г чёрным цветом. В нижней части щита поставлен золотой двуконечный якорь (польский герб Котвица). В верхней части золотая пятиконечная звезда.
Щит увенчан обыкновенным о пяти обручах, червлёным подбитым, немного направо обращённым шлемом с бурелетом, из которого также виден выходящий якорь, а от шлема ниспадает намёт серебряный, подбитый голубым. Герб рода Кашкиных внесён в Часть 1 Общего гербовника дворянских родов Всероссийской империи — С. 58

### Геральдика
Герб Кашкиных был составлен, видимо, вследствие прошений Петра Гавриловича Кашкина (23 сентября 1743) и его сыновей Аристарха и Евгения (февраль 1772) о подтверждении дворянства генерал-майору Аристарху Петровичу и премьер-майору лейб-гвардии Семёновского полка Евгению Петровичу Кашкину (17 октября 1773) была выдана жалованная грамота на дворянство.
В начале XX века подлинник хранился в родовом архиве семьи в усадьбе Нижние Прыски Козельского уезда Калужской губернии.
В документе подробно давалось толкование эмблемам герба. Перевязь, обремененная буквой «Г», показывала «пришествие их (Кашкиных) предков из дальних стран и что начало их рода из Греции происходит», якорь был помещен «в незапамятование же их пришествие морем и служба отца» адресатов грамоты вице-адмирала П. Г. Кашкина. Пятиконечная звезда символизирует то, что Кашкины «имели и прежде в Греции благородство».
Известный генеалог Н.Н. Кашкин в монографии о своём роде резко критиковал фамильный герб: "...Герб, пожалованный Кашкиным, изящным назвать нельзя". Он считал, что герб "сочинён неудачно" и отмечал недостатки: отсутствие на шлеме дворянской короны, необоснованный поворот шлема вправо (как у родов позднего происхождения), а букву "Г" признавал "уродствующей" герб.

## Известные представители
- Кашкин Фёдор Иванович - осадный голова в Гремячем (1615).
- Кашкин Иван Денисович - воевода в Опочке (1629)[11].
- Кашкин Тихон Кондратьевич — стрелецкий голова, составил писцовые книги по Лебедянскому и Новосильскому уездам (1640—1648).
- Кашкин Василий Тихонович — стольник (1677-1686), воевода в Кокшайске и Балахне, пожалован поместьем в Углицком уезде (1677).
- Кашкин Георгий Васильевич — стольник царицы Наталии Кирилловны (1678), царский стольник (1680-1692).
- Кашкин Василий Васильевич - дьяк (1692)[12].
- Кашкин Гавриил Васильевич — стольник царицы Натальи Кирилловны (1692), потом царский стольник и офицер. От последнего пошла известная в XVIII веке ветвь рода:
- Кашкин, Пётр Гаврилович (1695—1764) — генерал-адмирал русского флота
  - Кашкин, Аристарх Петрович (1723—1795) — генерал-майор, комендант Царского села
  - Кашкин, Евгений Петрович (1737—1796) — генерал-аншеф, тобольский и пермский генерал-губернатор (1780), правитель Ярославского и Вологодского (1788), затем Тульского и Калужского наместничеств (1793)
    - Кашкин, Николай Евгеньевич(1769—1827) — тайный советник, сенатор
      - Кашкин, Сергей Николаевич (1799—1868) — декабрист (член Северного общества)
        - Кашкин, Николай Сергеевич (1829—1914) — петрашевец, действительный статский советник (1886)
          - Кашкин, Николай Николаевич (1869—1909) — генеалог

        - Кашкин, Александр Сергеевич (1840—1883) — генерал-майор

    - Кашкин, Дмитрий Евгеньевич (1771—1843) — генерал-майор
    - Кашкина, Александра Евгеньевна (1773—1847) — фрейлина императрицы Марии Федоровны
    - Кашкина, Анна Евгеньевна (1778—1810) — мать декабриста князя Евгения Петровича Оболенского.